# Шків

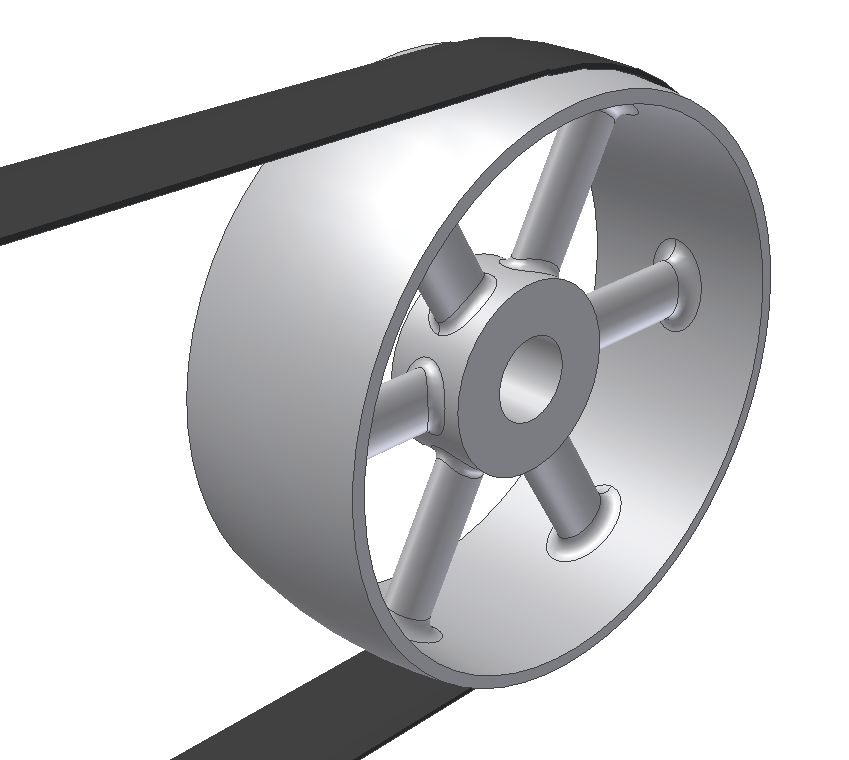
Шків для плаского ременя

Шків (від нід. schijf), або кру́тень — фрикційне колесо з обідком або з канавкою по ободу, яке передає рух і зусилля приводному пасу чи линві (ведучий шків) або навпаки (ведений шків).

## Опис
Використовується як одна з основних частин пасової передачі.
На відміну від блока, шків передає зусилля від вала на пас або навпаки; блок у свою чергу повертається на осі вільно і забезпечує винятково зміну напрямку руху паса або линви.
Форма робочої поверхні обода шківа визначається формою поперечного перерізу паса. Для плоских пасів найбажанішою формою робочої поверхні шківа є гладка полірована поверхня. Для зменшення зношування паса, яке викликається проковзуванням, шорсткість робочої поверхні обода повинна бути Rz < 10 мкм. Щоб забезпечити центрування паса, робочу поверхню одного зі шківів роблять випуклою.
- 1 — плоский;
- 2 — зубчатий:
  - 2a — без коліс з фланцем,
  - 2b — з колесами і з фланцем;
- 3 — поперечні розрізи шківа:
  - 3a — клинового паса,
  - 3b — круглого паса,
  - 3c — ланцюгового паса.

Основні розміри шківів: діаметр d, ширина В (залежно від ширини паса b), а також стрілка випуклості обода y, регламентовані стандартами. Можна брати: В ≈ 1,1b + (5…8) мм; у ≈ B/200. Діаметри шківів вибирають зі стандартного ряду переважних чисел.
Для клинових пасів робочою поверхнею є бокові сторони клинових жолобків на ободі шківа. Розміри та кількість жолобків визначаються профілем перерізу паса та кількістю клинових пасів, що одночасно працюють на шківі. Профіль перерізу клинового паса при згині на шківі дещо спотворюється і тому кут клину паса у порівнянні з початковим (φ0 = 40°) змінюється. Отже, кут φ профілю жолобків шківа обирають залежно від його діаметра. Для стандартних клинових пасів розміри жолобків шківів наведені у ГОСТ 20889–88

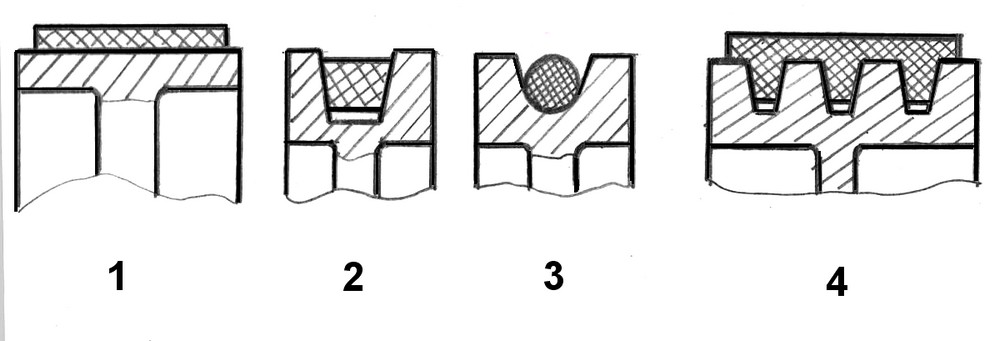
Форми обода шківів (канавок): 1 — плаский, 2 — клиновий, 3 — напівкруглий, 4 — поліклиновий

Для круглих пасів мінімальний діаметр шківа dmin ≥ 20d0, де d0 — діаметр профілю паса. Профіль жолобків на шківі виконують напівкруглим або клиновим із кутом φ = 40°. Розміри жолобків обода шківа для поліклинових пасів вибирають згідно з ТУ 38–105763–89.
Система з двох або більше шківів, які охоплені замкненим привідним пасом, називається пасовою передачею.
Шківи пасових передач виготовляють із чавуну, сталі, легких сплавів. Чавунні шківи найпоширеніші. Використовують такі марки чавуну: СЧ 15 при швидкості паса V ≤ 15 м/с; СЧ 18 при V = 15…30 м/с; СЧ 20 при V = 30…35 м/с. Заготовки шківів виготовляють литтям. Сталеві шківи у більшості випадків виготовляють зварюванням відштампованих окремих деталей. Вони відрізняються меншою масою і використовуються при більших швидкостях пасів (V ≤ 40 м/с). Інколи заготовками для шківів може служити сталеве литво або круглий прокат. Шківи із легких сплавів виготовляють переважно з алюмінієвого литва. За конструкцією вони не відрізняються від чавунних, але мають тонші стінки. Оскільки шківи з легких сплавів у порівнянні зі сталевими мають меншу масу, то їх раціонально використовувати для швидкохідних передач.

## Шківи відхиляючі

Конструктивний вузол багатоканатної підіймальної машини, який забезпечує постійну задану відстань між осями підйомних посудин незалежно від діаметра приводного шківа (шківа тертя). Обід Ш.в. оснащено футерівкою. Для зменшення спрацьованості канатів кут їх відхилення не повинен перевищувати 15°. На підіймальних установках шахтних, як правило, використовується один комплект Ш.в. для відхилення канатів одного відгалуження. Кут охоплення приводного шківа при цьому може складати до 190—195°. Один з Ш.в. є ведучим. Син. — шківи відхильні (відхилювальні).

## Шківи тертя
У гірництві — шківи, які приводять у рух підіймальний канат силою тертя, що виникає між футерівкою шківа та каната, кожна нитка якого перебуває під відповідним натягом.

## Шків блока
Шківом також називається колесо (мідне або бакаутове), встановлене на осі всередині блока і споряджене по окружності кіпом. На суднах шківи, окрім блоків, поміщаються в клотиках і шків-гатах (виїмках), наприклад, у шпорах стеньг і брам-стеньг.

## Галерея

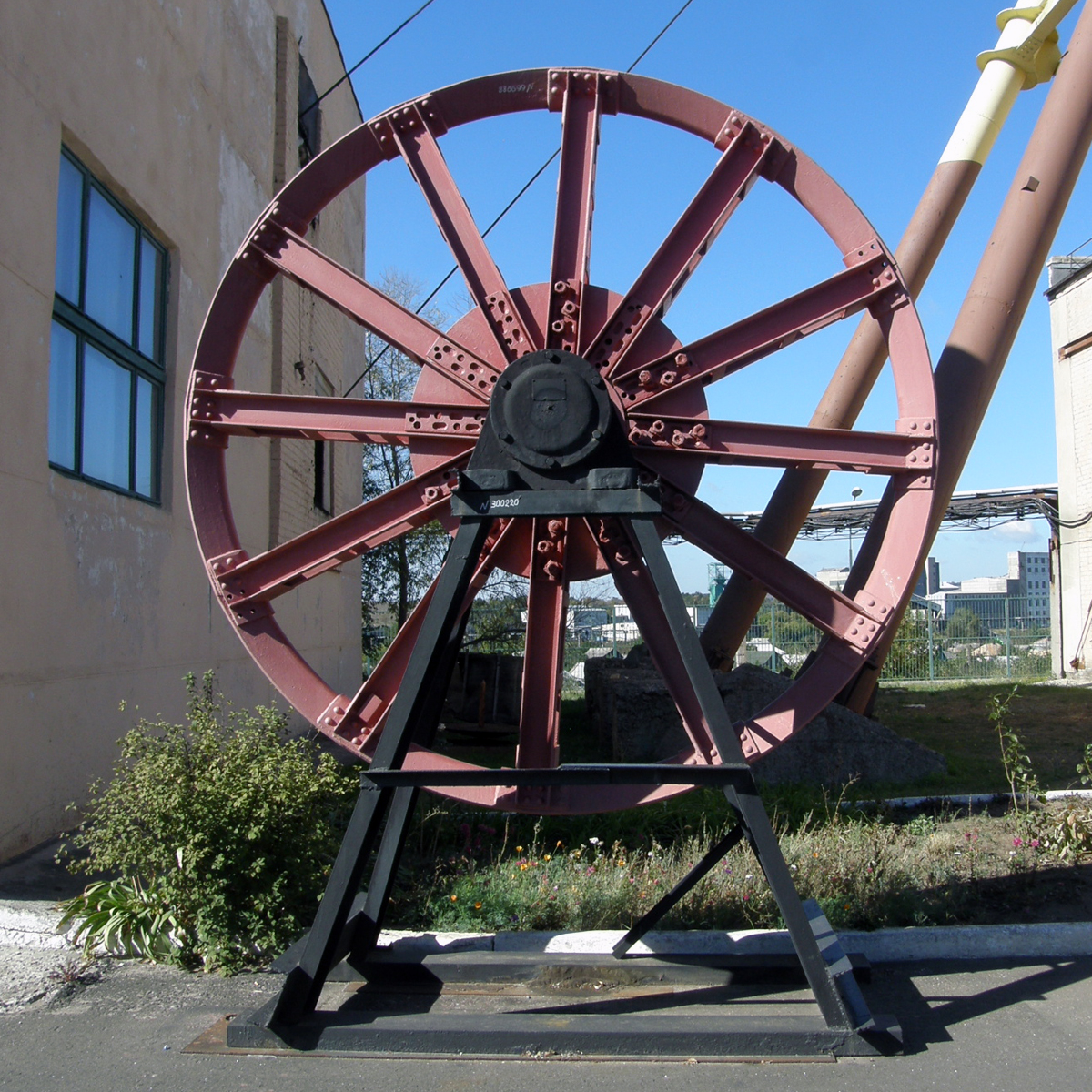
Шахтний шків
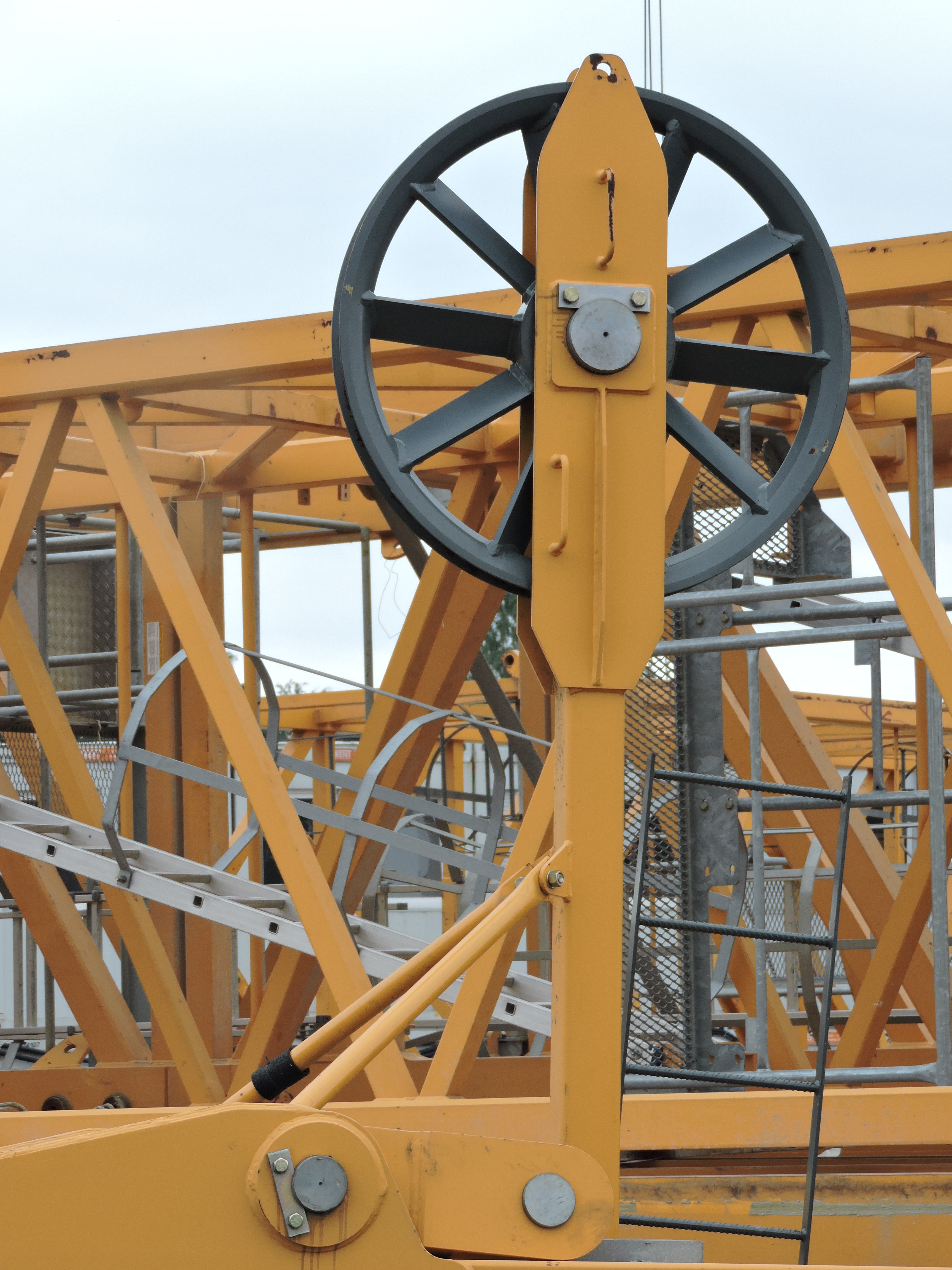
Складовий штамповано-зварний шків (виступає в ролі блока, тобто вільно обертається на осі)
Варіаторні клинопасові шківи з керованим перетином канавки